# قلعه سرخ (نصرآباد)
 قلعه سرخ ، روستایی است از توابع بخش نصرآباد شهرستان تربت جام در استان خراسان رضوی.
این روستا در دهستان بالا جام قرار دارد و بر اساس سرشماری سال ۱۳۸۵ جمعیت آن (۳۱۶خانوار) ۱٬۳۴۴نفر 
بوده‌است.

## منبع
1. ↑  «نتایج سرشماری ایران در سال ۱۳۸۵». درگاه ملی آمار. بایگانی‌شده از روی نسخه اصلی در ۲۱ آبان ۱۳۹۲.